# Les Innocents aux mains sales
Les innocents aux mains sales és una pel·lícula franco-italo-alemanya dirigida per Claude Chabrol, estrenada el 1975.

## Argument
A Saint-Tropez, Wormser viu retirat dels negocis amb la seva dona, Julie, molt més jove que ell. Cardíac, ha d'evitar les relacions sexuals i s'emborratxa per oblidar la seva frustració. Julie es converteix en l'amant d'un escriptor. Els amants decideixen matar Wormser camuflant la seva mort en un accident de rem.
Desgraciadament, les coses no es desenvolupen com estava previst. Julie s'horroritza en saber que no només el seu marit desapareix, sinó també tots els seus diners... i el seu amant.

## Repartiment
- Romy Schneider: Julie Wormser
- Rod Steiger: Louis Wormser
- Pierre Santini: Comissari Villon
- François Maistre: Comissari Lamy
- Jean Rochefort
- François Perrot: Thorent
- Hans Christian Blech: el jutge
- Dominique Zardi: Agent de la Policia Marítima

## Al voltant de la pel·lícula
- Aquí en un petit paper de policia, el comediant Dominique Zardi és també autor per a aquesta pel·lícula de la cançó "Je sais".
- Romy Schneider, que va interpretar en anglès totes les escenes amb l'actor estatunidenc Rod Steiger, va fer ella mateixa el doblatge anglès de la resta de la pel·lícula (interpretada en francès) per a la versió destinada als països anglòfons.